# ماجرای لاون

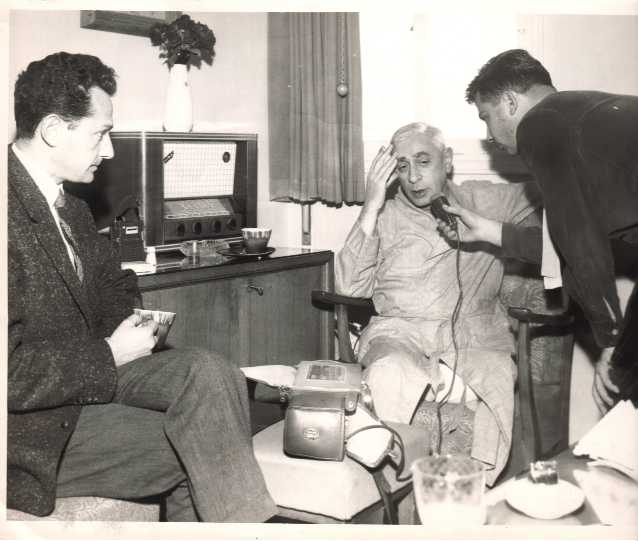
پس از اخراج پینچاس لوون از MPAI در 4 ژوئن 1961، گیل با لوون در خانه اش مصاحبه کرد و کول اسرائیل یک دفتر خاطرات ویژه را در 4 ژوئن 1961 پخش کرد.

ماجرای لاون (به عبری: העסק הביש)، به قضیه لو رفتن عملیات مخفی و ناموفق سازمان ضداطلاعات ارتش اسرائیل در مصر تحت عنوان عملیات سوزاناه گفته می‌شود.
یک گروه از یهودیان مصری توسط سازمان اطلاعات اسرائیل برای بمبگذاری در دفاتر مصری، آمریکایی و انگلیسی انتخاب شدند. هدف از این عملیات انداختن تقصیر بمبگذاریها به گردن اخوان المسلمین، کمونیستهای مصری و دیگر افراد نامشخص بود تا بدین وسیله دلیل موجه برای حفظ کنترل انگلیس بر کانال سوئز وجود داشته باشد. از این رو این ماجرا اصطلاحاً یک عملیات پرچم دروغین محسوب می‌شود. این عملیات تلفات جانی غیر از مأمورینی که پس از بازداشت در زندان خودکشی کردند نداشت.
دلیل اینکه این عملیات به ماجرای لاون معروف است این است که در اثر این عملیات ناموفق وزیر دفاع وقت اسرائیل، پینهاس لاون مجبور به استعفا شد. با اینکه اسرائیل این عملیات را به مدت ۵۱ سال انکار می‌کرد، بازماندگان آن در سال ۲۰۰۵ از رئیس جمهور وقت اسرائیل موشه کتساو نشان تقدیر دریافت کردند.

## عملیات سوزاناه
در اوائل دهه ۵۰ آمریکا به طرفداری از ملی‌گرایی مصری پرداخت. این سیاست با سیاست انگلستان در تضاد بود و اسرائیل نیز از این سیاست احساس خطر می‌کرد. دلیل این احساس خطر این بود که اسرائیل معتقد بود که اینکار باعث خروج نیروهای انگلیسی از کانال سوئز و احتمال حمله مصریها به رهبری جمال عبدالناصر به اسرائیل می‌شود. اسرائیل ابتدا تلاش کرد که سیاست آمریکا را با فشار سیاسی تغییر دهد ولی در این امر موفق نبود.
در سال ۱۹۵۴ کلنل بنیامین گیبلی دستور آغاز عملیات سوزاناه را برای تغییر سیاست آمریکا داد. هدف از این عملیات بمبگذاری و ایجاد ناامنی در مصر بود تا بدین وسیله جلوی خروج نیروهای آمریکایی و انگلیسی از مصر گرفته شود.
بر اساس نوشته شبتای توت تاریخ نگار اسرائیلی هدف از این عملیات ایجاد ناامنی و عدم اطمینان به رژیم مصر و انداختن تقصیر آن به گردن اخوان المسلمین بود.
برای این عملیات اسرائیل تعدادی از یهودیان مصر را به خدمت درآورد. در ابتدای عملیات گروه اقدام به بمبگذاری در یک دفتر پست در اسکندریه کردند. این بمبها چندین ساعت بعد از جایگذاری منفجر شدند و تلفات و خسارات کمی به جای گذاشتند.
نیروهای اطلاعاتی مصر پس از اینکه یکی از افراد گروه به نام‌آوری ایلاد آنها را مطلع کرد یکی از مظنونان را زیر نظر گرفتند. بمبی که در جیب مظنون قرار داشت زودتر از زمان لازم آتش گرفت و با گشتن آپارتمان او نام بقیه همکارانش به دست آمد.
چندین نفر از جمله یهودیان مصری و اسرائیلی‌های مأمور دستگیر شدند. دو مظنون به نام یوسف کارمون و میر مکس بینت در زندان خودکشی کردند.
در دادگاه دو مظنون به اعدام محکوم شدند و دو مظنون دیگر تبرئه شدند. چندین مظنون باقی‌مانده نیز به زندان محکوم شدند.
دولت اسرائیل جزئیات عملیات را مخفی نگهداشت و بیشتر مردم اسرائیل فکر می‌کردند که مظنونان واقعاً بیگناه بودند. مظنونانی که زندانی شدند بعداً در یک معاوضه اسرا در سال ۱۹۶۸ آزاد شدند.
بعد از این عملیات رئیس موساد ایسر حارل نسبت به آوری ایلاد مشکوک شد. با این وجود آوری ایلاد به کار خود ادامه داد تا جایی که در سال ۱۹۵۶ در زمانی که قصد داشت مدارک اسرائیل را به مصر بفروشد دستگیر شد. او به ۱۰ سال زندان محکوم شد.